# Adam Afzelius (Botaniker)

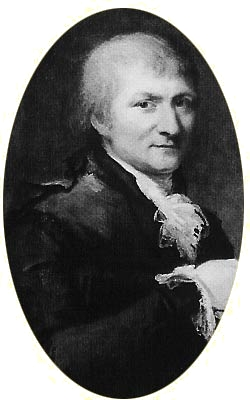
Adam Afzelius, Ölgemälde von C. F. von Breda

Adam Afzelius (Aussprache [ˌɑːdam afˈseːliɵs]; * 8. Oktober 1750 in Larv, Västergötland, Schweden; † 20. Januar 1837 in Uppsala) war ein schwedischer Botaniker. Sein offizielles botanisches Autorenkürzel lautet „Afzel.“

## Leben und Wirken
Afzelius wuchs in einem evangelischen Pfarrhaus auf. Er war ein Sohn des Pfarrers Arvid Persson Afzelius; seine Brüder waren Johan Afzelius (1753–1837), Chemiker an der Universität Uppsala, und Pehr von Afzelius (1760–1843), Professor für Medizin ebenda. Ab 1768 studierte Afzelius an der Universität Uppsala und erwarb dort 1775 den Magistergrad. 1777 wurde er Dozent der orientalischen Literatur, als Carl von Linnés letzter Schüler 1785 Demonstrator der Botanik an der Universität Uppsala. Er unternahm 1792 eine Forschungsreise nach Sierra Leone. Seine wertvollen Sammlungen verlor er infolge der Ausplünderung der Kolonie durch die Franzosen.
Am 20. Februar 1793 wurde Afzelius in die Königlich Schwedische Akademie der Wissenschaften aufgenommen. 1796 wurde er als Sekretär bei der schwedischen Gesandtschaft in London angestellt. Er kehrte 1799 auf seinen Lehrstuhl in Uppsala zurück und erhielt 1812 die Professur der Materia medica. Am 10. Oktober 1800 wurde er mit dem Beinamen Hesperus III. zum Mitglied (Matrikel-Nr. 1015) der Leopoldina gewählt.
Afzelius gab die Autobiographie Linnés heraus (deutsch, Berlin 1826). Seine ethnographische Pflanzensammlung kaufte die Universität Uppsala an.

## Ehrung
Nach Afzelius wurden die Pflanzengattungen Afzelia aus der Familie der Hülsenfrüchtler und Afzeliella aus der Familie der Schwarzmundgewächse (Melastomataceae) benannt.

## Schriften (Auswahl)
- De vegetabilibus svecanis observationes et experimentam. Uppsala 1785 (archive.org).
- Genera plantarum guineensium. Uppsala 1804 (eingeschränkte Vorschau in der Google-Buchsuche).
- Stirpium in Guinea medicinalium species novae. Uppsala 1818.
- Egenhändiga anteckningar af Carl Linnaeus om sig sjelf. Med anmärkningar och tillägg. Palmblad & C., Upsala 1823 (online).
  - Linné’s eigenhändige Anzeichnungen über sich selbst: mit Anmerkungen und Zusätzen von Afzelius. Reimer, Berlin 1826 (online) – deutsche Übersetzung von Karl Lappe.
- Stirpium in Guinea medicinalium species cognitae. Uppsala 1825.